# Noordwolde (Weststellingwerf)
Noordwolde (Stellingwerfs: Noordwoolde, Fries: Noardwâlde) is een dorp in de gemeente Weststellingwerf in de Nederlandse provincie Friesland.
De plaats telt samen met het dorp Noordwolde-Zuid ongeveer 3600 inwoners. Van 1 januari 1812 tot 1 oktober 1816 was Noordwolde een zelfstandige gemeente, waarna het opnieuw onderdeel werd van de gemeente Weststellingwerf.
Noordwolde ligt ten noorden Steenwijk en ten oosten van Wolvega, ongeveer op het 'drieprovinciënpunt' van de provincies Friesland, Drenthe en Overijssel in een besloten landschap met in het zuiden en oosten de bossen en heidevelden van Drenthe en in het westen de Lindevallei en het verdere waterrijke Friesland.

## Geschiedenis
Het dorp bestaat al sinds de middeleeuwen, maar groeide na het voltooien van de Noordwoldervaart in 1642 snel uit tot een grotere kern in de vorm van een kruiswegdorp. In 1860 had het dorp 2870 inwoners. Na 1750 liep de vervening tot een einde, en vestigden door de Maatschappij van Weldadigheid uit de kolonie weggestuurde kolonisten zich in het dorp, waardoor de armoede sterk toenam. Zij namen eveneens hun Hollandse en het Standaardnederlands beïnvloedde omgangstaal mee. Halverwege de jaren 50 was voor ongeveer 45% van de schoolgaande kinderen het Nederlands de omgangstaal. Een groot gedeelte van dit percentage moet echter als Klonisch opgevat worden. Het percentage lag langs de Nieuweweg aanzienlijk hoger. Daarnaast was voor 49% van de kinderen de omgangstaal het Stellingwerfse Nedersaksisch, met name in Zandhuizen. Voor 2,7% van de kinderen was het Westerlauwers Fries de omgangstaal. 27% rapporteerde tweetalig te zijn tussen Nederlands (incl. Klonisch) en Stellingwerfs.

### Rotanindustrie
De rotanindustrie heeft Noordwolde landelijke bekendheid gegeven. Deze industrie ontstond bij toeval omstreeks 1825. Een Duitse veenarbeider verbleef een tijd in het dorp. Deze man kon mandjes vlechten van in het wild groeiende wilgentenen. Hij leerde een aantal inwoners wilgenmandjes maken. De verkoop van deze mandjes leverde geld op. Al snel keken anderen hen de kunst af. In 1860 hielden al zo'n tweehonderd gezinnen zich bezig met deze huisindustrie.
Later in de 19e eeuw kreeg dominee Hindrik Edema van der Tuuk, het idee om in deze omgeving rieten stoelen te gaan maken. Hij kreeg dat idee in Amsterdam toen hij voor een winkel stond waar uit Duitsland geïmporteerde stoelen werden verkocht. De materialen waren hier voorhanden, ook werkkrachten waren er in overvloed. Kleine ondernemingen kwamen van de grond. Aan het einde van de 19e eeuw werden er in en rond Noordwolde zo'n 200.000 stoelen per jaar gemaakt, die voor het grootste gedeelte per trein werden geëxporteerd via station Peperga. 
Tijdens de Eerste Wereldoorlog en de daaropvolgende economische crisis stokte de export van rotan en kwam deze industrie grotendeels ten einde. Het Nationaal Vlechtmuseum is gevestigd in de voormalige Rijksrietvlechtschool.

### Tegenwoordig
Tegenwoordig heeft het dorp relatief veel industrie en bedrijvigheid. Pompbedrijf Van Heck is gevestigd in Noordwolde. Daarnaast is het dorp een recreatiekern in de gemeente. Het verzorgingsgebied strekt zich tot de dorpen in de wijdere omgeving.

## Monumenten

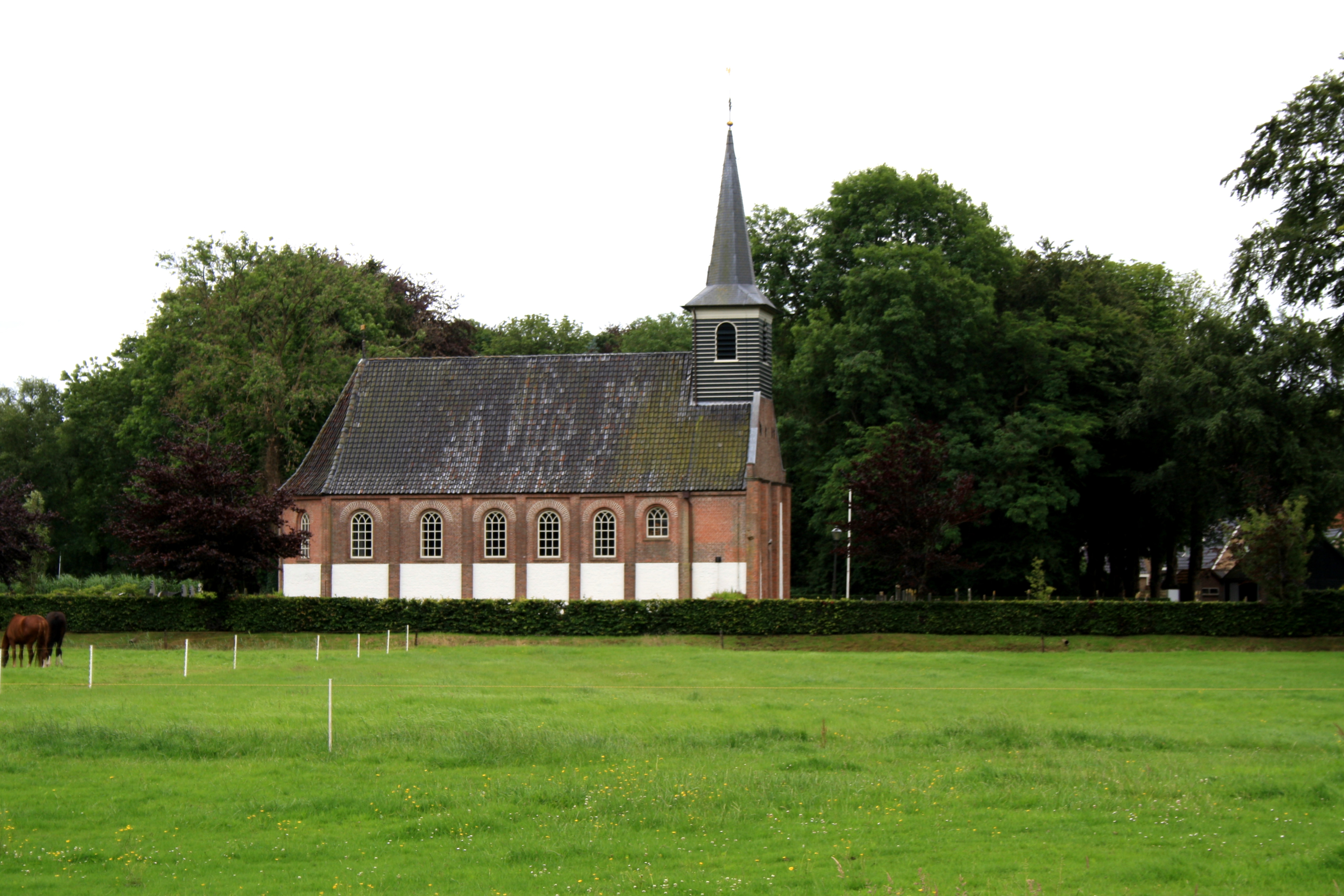
Protestantse kerk
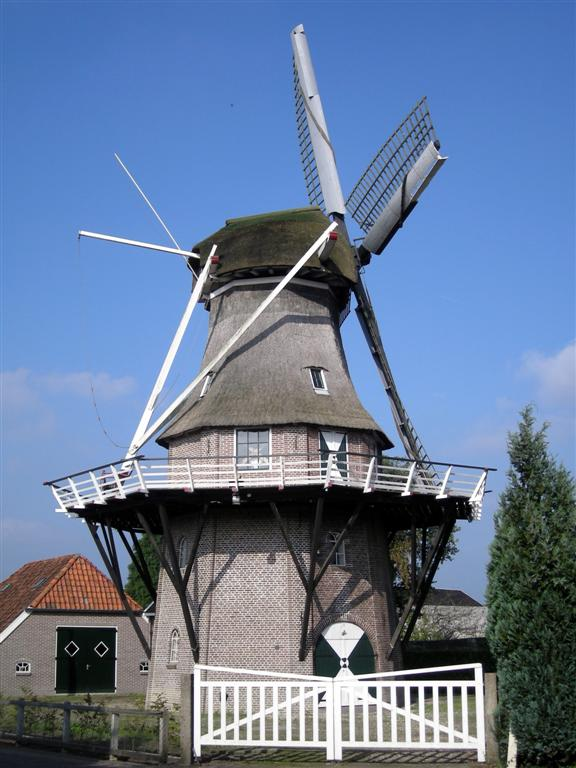
Molen Windlust

## Geboren in Noordwolde
- Johan Eilerts de Haan (1865-1910), militair en ontdekkingsreiziger
- Wybe van Brakel (1927-2017), beeldend kunstenaar
- Johan van Minnen (1932-2016), Nederlands journalist, presentator
- Jeltje van Nieuwenhoven (1943), politica
- Theo van de Bles (1950), journalist, politicus en leraar